# Echeandia leucantha
Echeandia leucantha är en sparrisväxtart som beskrevs av Johann Friedrich Klotzsch. Echeandia leucantha ingår i släktet Echeandia och familjen sparrisväxter. Inga underarter finns listade i Catalogue of Life.